# Jack Foley (Poet)

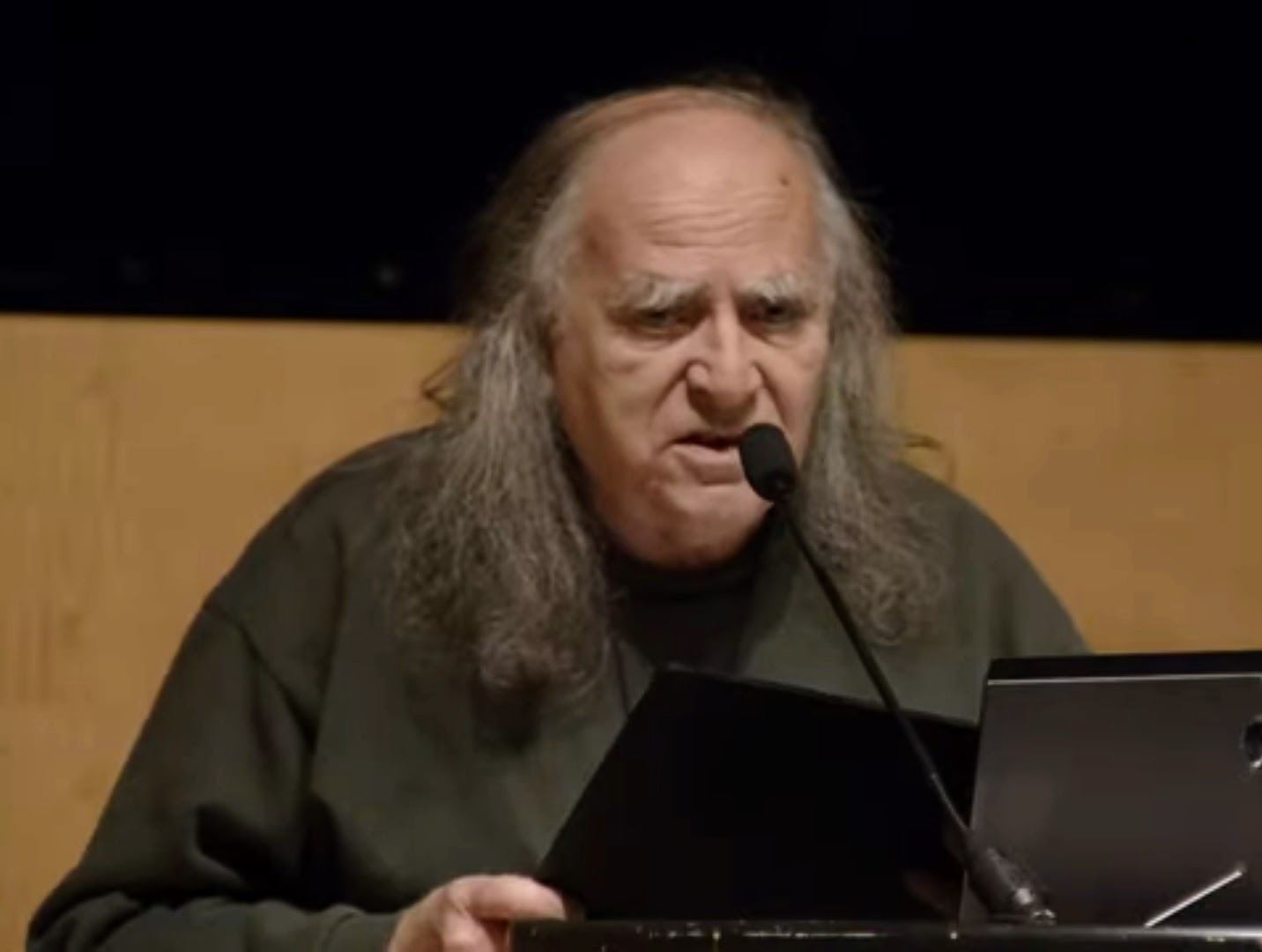
Jack Foley (2018)

Jack Foley, mit bürgerlichem Namen John Wayne Harold Foley (geb. 9. August 1940), ist ein der Beat Poetry nahestehender, nach Meinung von Michael McClure „experimenteller“ amerikanischer Dichter. Steven Hirsch, Herausgeber von Heaven Bone (im Verlag Longhouse Publishers) schrieb, Foleys Werk sei „sowohl wegweisend („seminal“), als auch schamanisch“ und habe sich „entwickelt aus der linguistischen musikalischen Tradition der ursprünglichen San Franscicoer ‚Beat‘ Dichter und Performer“: „Foley sei eine Performance-Kunst zu Eigen, die „neue expressive Möglichkeiten eröffne“. Dichtung sei heutzutage selten so überzeugend und so umfassend herausfordernd für die Imagination wie die seine.“ Foley lebt seit vielen Jahren in Oakland, Kalifornien.

## Leben und Werk
John Wayne Harold Foley wurde in Neptune, New Jersey, geboren.
Foley wuchs in Port Chester, New York, auf und studierte an der Cornell University und der University of California in Berkeley.[1] Seine Entwicklung als Dichter ist einzigartig, weil sie immer auch Performances mit einbeschloss, insbesondere die Präsentation von „mehrstimmigen“ Stücken, die von Jack Foley geschrieben, aber sowohl von Foley als auch von seiner verstorbenen Frau Adelle Joan Foley (1940–2016) aufgeführt wurden. Diese Stücke enthalten oft widersprüchliche, gleichzeitige Stimmen, deren Wechselbeziehungen Foleys oft geäußerte Überzeugung widerspiegeln, dass „einige Teile des Geistes nicht wissen, was andere Teile tun.“ Foley sieht seine nicht selten Widersprüche artikulierende Schreibweise beeinflusst von seiner frühen Brecht-Rezeption.
Foley lernte Adelle im November 1960 kennen, als er an der Cornell-Universität in Ithaca, New York, studierte und sie am Goucher College in Maryland. Sie heirateten am 21. Dezember 1961; das Paar hat ein Kind, Sean (geboren 1974). Die Foleys zogen 1963 nach Kalifornien, wo er an der Universität von Kalifornien in Berkeley studierte und sie bei der Federal Reserve Bank von San Francisco arbeitete. Foley erhielt einen Master of Arts (M.A.) in Englischer Literatur in Berkeley  und veröffentlichte damals mehrere Gedichte und Artikel. 1974 brach er, beeinflusst von Charles Olsons Maximus Poems, das Studium ab, um eine Karriere als Dichter und Schriftsteller zu verfolgen. Seine erste Lyriklesung, in der er gemeinsam mit Adelle hatte, war allerdings erst vergleichsweise spät – im Juni 1985.
Sein erster Gedichtband Letters/Lights, der Adelle gewidmet war, erschien 1987.
Seine Gedichtbände enthalten oft begleitende CDs oder Kassetten, auf denen Foley und Adelle seine Werke aufführen.
Seit 1989 bis 1995 war Foley als „secretary“ im Vorstand des San Franciscoer Zweigs (San Francisco Chapter) der National Poetry Association und 1990–1997 “program director” von PEN Oakland.
Seit 1988 moderiert Jack Foley eine Radiosendung mit Interviews und Poesie-Präsentationen. Diese oft der neuen und neuesten Dichtung Kaliforniens gewidmete regelmäßige Sendung „Cover to Cover“ beim Radiosender KPFA in Berkeley (94.1 FM) stellt neben altbekannten Dichtern wie Charles Bukowski vor allem jüngere Dichter und interessante Dichterinnen wie Nina Serrano und Maki Starfield vor.
In den Jahren 1990–1995 war Foley der Herausgeber der Lyrik-Zeitschrift Poetry USA : In dem von Steven Hirsch herausgegebenen Jahrbuch ‚Heaven Bone  wurde die Zeitschrift als „the poetry Bible of the ‚Bay‘“ (die Lyrik-Bibel der San Francisco Bay Area) bezeichnet.
Ebenfalls in den 1990er Jahren waren Jack und Adelle Foley mit dabei, als von der Gründerin des San Francisco Center for Books, Susan Landauer, und von Steve Woodall im Rahmen des „Pages of Sin“ genannten Programms eine „Dichter ziehen Abzüge von Drucken“, also „Poets Pulling Prints“ (PPP) genannte Serie von Poesie-Events initiiert wurde. Die Idee war, hervorragende, sich der Lithographie, dem Siebdruck und anderen Druckverfahren widmende Künstler mit Dichtern zusammenzubringen und ein großes, schön gedrucktes Blatt mit den bei der jeweiligen Lesung präsentierten Gedichten eines Dichters zu schaffen.
„Die erste Lesung war von Diane DiPrima und Felicia Rice druckte das Blatt. Diane protestierte gegen die Lösungsmittel in der Raumluft und verlegte die Lesung nach draußen. Andere Dichter, die an „Pages of Sin/PPP“ teilnahmen, waren Neeli Cherkovski und James Scheville, die ihre Gedichte lasen, und Adelle und Jack Foley, die das Publikum mit ihrer Ukelele-verstärktes Stepdance-Poesie-Performance begeisterten,“ heißt es auf der Webseite des San Francisco Center for the Book
1996 pries Michael McClures Foleys Gedichtband Exiles  wie folgt: „Jack Foley ist unser leidenschaftlicher Experimentator und er hält seine Fackel hoch, damit der Leser mehr Licht bekommt. Dieses Buch erzeugt einzigartige Lichtreflexe und Schatten auf tiefgründige und lebendige Weise.“
Foleys Verbindung zu und Freundschaft mit McClure war offenbar eng. Aber auch die Freundschaft mit anderen Dichtern wie Larry Eigner, Diana di Prima, Ivan Argüelles, Al Young und Neeli Cherkovski.
Foley interviewte im Jahr 2001 Michael McClure für die Zeitschrift Alsop Review und 2002 interviewte Foley Michael McClure erneut für die Zeitschrift Beat Scene.
Christopher Bernard hat (in Poetry Flash) von Foley gesagt, er sei „einer der wichtigsten Denker und Praktiker der amerikanischen Poesie“.  Dana Gioia würdigte den Dichter Jack Foley wie folgt : „Jack Foleys Werk repräsentiert dieses seltene Gut – avantgardistische Poesie.“
Im Jahr 2012 brachte die Online-Zeitschrift The Tower eine Sondernummer als „Festschrift for Foley“ heraus.
Nach Adelles Tod 2016 hat Foley in Sangye Land eine neue Liebes- und Poesie-Performance-Partnerin gefunden. Sangye Land ist die Tochter der Dichterin Julie Rogers und Stieftochter des Dichters David Meltzer.
Im Jahr 2019 veröffentlichte Monongahela Books das Buch Jack Foley’s Unmanageable Masterpiece , herausgegeben von Dana Gioia und Peter Whitfield. Die Herausgeber würdigen hier Foleys Visions & Affiliations wie folgt: „Einige [...] haben die ausgeklügelte Time-line [des Buchs Visions & Affiliations] für die erste angemessene Darstellung von Kaliforniens komplexem und widersprüchlichem literarischen Leben gehalten. Andere erkannten Foleys radikale Innovation bei der Veränderung der Art und Weise, wie Literaturgeschichte geschrieben werden könnte. Einige hielten diese seltsamen und weitläufigen, doch wie zwanghaft getrieben lesbaren Wälzer sogar für ein seltsames Meisterwerk.“[5]
Jack Foley hat bislang 15 Gedichtbände, 5 Bücher mit Literaturkritik, einen Band mit Erzählungen und eine zweibändige „Chronoenzyklopädie“, betitelt Visions & Affiliations: California Poetry 1940–2005 (Visionen & Verbindungen: Kalifornische Poesie 1940–2005) veröffentlicht.

## Ehrungen
- Poetry Grantee, Oakland Arts Council (1992–1995)

- Im Jahr 2010 erhielt Jack Foley einen Lifetime Achievement Award des Berkeley Poetry Festivals für sein Lebenswerk.[24]

- Am 5. Juni 2010 wurde der 5.Juni in Berkeley, Kalifornien, zum Jack Foley Day erklärt.[25]

- Im Jahr 2018 erhielt Foley den Albert Nelson Marquis Lifetime Achievement Award für sein Lebenswerk.[26]

- 2021 bekam Jack Foley den K.M. Anthru Prize verliehen.[27]

## Werke (Auswahl)
- Letters/Lights – Words for Adelle (Mother's Hen, 1987, ISBN 0-914370-55-3)
- Gershwin – Poems (Norton Coker Press, 1991, ISBN 1-879457-10-5)
- Inciting Big Joy, 1993.
- Adrift (Pantograph Press, 1993, ISBN 1-880766-05-1)
- O Her Blackness Sparkles! The Life and Times of the Batman Art Gallery, San Francisco, 1960–1965, 1995.
- Exiles (Pantograph Press, 1996, ISBN 1-880766-12-4)
- Bridget, 1997.
- Dead/Requiem, zusammen Ivan Argüelles (Pantograph Press, 1998, ISBN 1-880766-16-7)
- Saint James: An Homage to James Joyce, zusammen mit Ivan Argüelles (Pantograph Press, 1998, ISBN 1-880766-17-5)
- Foley’s Books: California Rebels, Beats & Radicals (Pantograph Press, 2000, ISBN 1-880766-26-4); Literaturkritik.
- O Powerful Western Star – Poetry & Art in California (Pantograph Press, 2000, ISBN 1-880766-25-6)
- Some Songs by Georges Brassens (Goldfish Press, 2001, ISBN 0-9711601-0-4)
- The "Fallen Western Star" Wars: A Debate About Literary California, hrsg. von Jack Foley (Scarlet Tanager Books, 2001, ISBN 0-9670224-4-4)
- Greatest Hits 1974–2003 (Pudding House Press, 2004, ISBN 1-58998-274-6)
- Fennel in the Rain, zusammen mit Adelle Foley (Small Change Series, WordTemple Press, 2007)
- The Dancer & the Dance: A Book of Distinctions, Vorwort von Al Young (Red Hen Press, 2008, ISBN 978-1-59709-094-0)
- Visions & Affiliations: A California Literary Time Line, Poets & Poetry; 2 Bände (Pantograph Press, 2011, Part I ISBN 978-1-61364-067-8, Part II ISBN 978-1-61364-068-5)
- Sketches Poetical (2012; Künstlerbuch mit CD, in Zusammenarbeit mit Helen Breger; Kunstwerke von Breger, Gedichte von Foley). Design von Paul Veres. Keine Internationale Standardbuchnummer.
- Eyes: Selected Poems (Poetry Hotel Press, 2013); Einleitung von Ivan Argüelles, ISBN 978-0-9891578-0-3
- Life: Poems by Jack Foley (Word Palace Press, 2014), chapbook, ISBN 0-9888045-4-9, ISBN 978-0-9888045-4-8
- A California Beat Literary Timeline—The 1950s (The Beat Scene Press, England, 2014); Nachdruck des die 1950er Jahre betreffenden Teils von Foleys Buch Visions & Affiliations
- RIVERRUN: (Poetry Hotel Press, 2016); Lyrik; ISBN 978-0-9891578-4-1
- The Tiger & Other Tales (Sagging Meniscus Press, 2016); Erzählungen, Prosa-Skizzen, Theaterstücke. ISBN 978-1-944697-13-6 (Paperback), ISBN 978-1-944697-14-3 (E-Book)
- Grief Songs (Sagging Meniscus Press, 2017); Gedichte geschrieben nach dem Tod von Jack Foleys Frau Adelle Foley (Paperback), ISBN 978-1-944697-48-8
- When Sleep Comes: Shillelagh Songs (Sagging Meniscus Press, 2019); Lyrik (Paperback), ISBN 978-1-944697-86-0[6]
- The Light of Evening: A Brief Life of Jack Foley. 2021 ·